# Olanrewaju Durodola
Olanrewaju Durodola (født 1. oktober 1977) er en nigeriansk amatørbokser, som konkurrerer i vægtklassen sværvægt. Durodola har ingen større internationale resultater og fik sin olympiske debut, da han repræsenterede Nigeria under Sommer-OL 2008. Her blev han slået ud i første runde af Osmay Acosta fra Cuba i samme vægtklasse.